# El príncipe encadenado
El príncipe encadenado es una película española de 1957, del género dramático, dirigida por Luis Lucia. Se trata de una adaptación cinematográfica de la obra de teatro La vida es sueño de Pedro Calderón de la Barca.

## Sinopsis
El rey Basilio (Antonio Vilar) tiene encerrado en una torre de su castillo a su hijo Segismundo (Javier Escrivá), pues cree que el nacimiento de este le ha condenado a un fatídico destino y por ello le niega la libertad.
Basilio, tras arrepentirse, somete a su hijo a una prueba. Pero Segismundo se muestra como un ser fiero y salvaje al descubrir cómo es el mundo al que le ha estado prohibido el acceso, por lo que es encerrado nuevamente.
Pero el Rey ya no puede evitar que el pueblo lo descubra y este libera a Segismundo, produciéndose así un enfrentamiento con el monarca, quien es derrotado. Pero finalmente, Segismundo en un alarde de humanidad lo perdona.

## Reparto
- Javier Escrivá - Segismundo
- Antonio Vilar - Rey Basilio
- Katia Loritz - Estrella
- Luis Morris - Clarín
- Luis Prendes - Astolfo
- María Mahor - Rosaura
- Paul Naschy - Jefe mongol
- Javier Loyola - Clotaldo
- Juan Cortés - Barón de Gunter

## Premios y nominaciones
16.ª edición de las Medallas del Círculo de Escritores Cinematográficos
| Categoría              | Nominación             | Resultado |
| ---------------------- | ---------------------- | --------- |
| Mejor película         | El príncipe encadenado | Ganadora  |
| Mejor director         | Luis Lucia             | Ganador   |
| Mejor actriz principal | María Mahor            | Ganadora  |
| Mejores decorados      | Sigfrido Burmann       | Ganador   |
| Mejor fotografía       | Alejandro Ulloa        | Ganador   |